# Море (фильм, 1978)
«Море» — советский двухсерийный фильм 1978 года режиссёра Леониды Осыки по роману Элигия Ставского «Камыши».

## Сюжет
В небольшом рыбацком поселке на берегу Азовского моря во время ночного дежурства убит инспектор рыбнадзора. Это обстоятельство стало серьезным поводом для привлечения власти и жителей поселка к проблемам охраны и восстановления природы.

В своем фильме Л. Осыка обратился к современной теме. Сюжет, формально посвященный расследованию убийства инспектора рыбнадзора на Азовском море, дает возможность обратиться к одной из самых тревожных и актуальных проблем наших дней — проблеме защиты окружающей среды. Опасность, считает режиссер, здесь прежде всего в том, что человек далеко не всегда понимает всю важность борьбы каждого за чистоту природы — а это сегодня одна из главных наших моральных обязанностей. Фильм Осыки — исследование жизненных позиций его героев, своеобразный диспут на экране.— «Спутник кинозрителя», август 1979 год

## В ролях
- Константин Степанков — Виктор Галузо
- Антонина Лефтий — Кама
- Лариса Кадочникова — Вера
- Дмитрий Миргородский — Бугровский
- Степан Олексенко — Глеб Степанов
- Ада Роговцева — Вера
- Иван Миколайчук — Симохин
- Николай Гринько — Рогулин
- Виталий Дорошенко — Борис Ильич
- Афанасий Кочетков — Прохор
- Вера Кузнецова — Степанова
- Александр Пашутин — Леонид
- Валерий Носик — Кириллов
- Борис Хмельницкий — эпизод
- Павел Кормунин — эпизод
- Михаил Голубович — эпизод
- Фёдор Панасенко — эпизод